# Ferenc Kazinczy
Ferenc Kazinczy (n. 27 octombrie 1759, Șimian, Bihor, România – d. 23 august 1831, Széphalom⁠(d), Borsod-Abaúj-Zemplén, Ungaria) a fost un scriitor maghiar, neologist și lingvist, membru al Academiei Maghiare, tatăl colonelului Lajos Kazinczy, comandantul ultimei armate revoluționare din 1848-1849.

## Viață

### Părinți
Ferenc Kazinczy provenea dintr-o veche familie nobiliară. Tatăl său, József Kazinczy (1732–1784), a fost judecător de district în comitatul Abaúj, iar mama sa a fost Zsuzsanna Bossányi (1740–1812) din Nagybossány.

### Căsătorie și urmași
La 11 noiembrie 1804 s-a căsătorit cu Zsófia Török Török (1780–1842) la Nagykázmér, fiica lui Lajos Török Török și a contelui Alojzia (Louise) Roggendorf (14 februarie 1754, Moravia, în Nagykázmé]–?). 
Căsătoria lor a dat naștere la:     
- Kazinczy Iphigenia (1805–1806)
- Eugenia Kazinczy (1807–1903). căsătorită cu Imre Krajnik din Krajnikfalvi (1803–1859).
- Thalia Kazinczy (1809–1863). Primul soț a fost József Varga, al doilea soț a fost Sándor Hrabovszky.
- Emil Kazinczy (1811–1890), husar maior în armata imperială, respectiv regală. A murit necăsătorit și fără copii.
- Antal Kazinczy (1813–1879). A murit necăsătorit și fără copii.
- Kazinczy Anna Iphigenia (1817–1890). S-a căsătorit cu Lajos Becske din Becskeháza (1811–1887).
- Bálint Kazinczy (1818–1873). Soția lui, Homoky Matild de funingine și nisip.     Lajos Kazinczy (1820–1849), colonel în armata pașoptistă, martir al revoluției. A murit necăsătorit și fără copii.